# Goworowo (Kaliningrad)
Goworowo (russisch Говорово, deutsch Blausden, 1938 bis 1945 Blauden, litauisch Blauzdai) ist ein Ort in der russischen Oblast Kaliningrad. Er gehört zur kommunalen Selbstverwaltungseinheit Stadtkreis Neman im Rajon Neman.

## Geographische Lage
Goworowo liegt sieben Kilometer südlich der Stadt Sowetsk (Tilsit) an der Föderalstraße A216 (auch Europastraße 77). Die Siedlung zieht sich in die westliche Richtung bis an die Gemeindegrenze hin, die hier auch Grenze des les Tylschenski (ehemals Schilleningker Wald) genannten Forstgebietes ist. Unmittelbar südlich von Goworowo zweigt die Ortsumgehung von Sowetsk zur Weiterfahrt nach Litauen ab (Regionalstraße 27A-004). Die nächste Bahnstation ist Barsukowka – bis 1945 hieß sie Pamletten – an der zurzeit nicht betriebenen Bahnstrecke Tschernjachowsk–Sowetsk (Insterburg–Tilsit).

## Geschichte
Das kleine ehemals Blausden genannte Gutsdorf wurde am 26. März 1874 in den neu errichteten Amtsbezirk Sandfluß (der Ort hieß ab 1931: Lindental heute russisch: Prigorodnoje) eingegliedert. Er gehörte zum Kreis Niederung im Regierungsbezirk Gumbinnen der preußischen Provinz Ostpreußen. Im Jahre 1910 waren im Gutsbezirk Blausden 87 Einwohner gemeldet.
Bei den Änderungen der Kreisgrenzen wurde Blausden am 1. Juli 1922 aus dem Kreis Niederung in den neu formierten Landkreis Tilsit-Ragnit umgegliedert und am 21. Oktober des gleichen Jahres in den Amtsbezirk Schilleningken (ab 1939: „Amtsbezirk Hegehof“) integriert. Am 30. September 1928 schließlich verlor Blausden seine Eigenständigkeit, als sich das Dorf mit den Nachbarorten (Adlig) Schilleningken (ab 1938: Hegehof, russisch: Salessje) und Pauperischken (beide Orte existieren nicht mehr) zur neuen Landgemeinde Schilleningken zusammenschloss. Am 3. Juni 1938 erfuhr Blausden seine Umbenennung in „Blauden“.
Nach dem Zweiten Weltkrieg wurde Blausden im Jahr 1950 dann in Goworowo umbenannt und gleichzeitig in den Dorfsowjet Nowokolchosnenski selski Sowet im Rajon Sowetsk eingeordnet. Von 2008 bis 2016 gehörte Dubrawino zur Landgemeinde Schilinskoje selskoje posselenije und seither zum Stadtkreis Neman.

## Kirche
Aufgrund seiner überwiegend evangelischen Bevölkerung war Blausden (Blauden) bis 1945 in das Kirchspiel der Kirche Neu Argeningken (der Ort hieß ab 1938: Argenbrück, heute russisch: Nowokolchosnoje) eingepfarrt. Sie war Teil der Diözese Tilsit im Kirchenkreis Tilsit-Ragnit in der Kirchenprovinz Ostpreußen der Kirche der Altpreußischen Union. Heute liegt Goworowo im Einzugsbereich der in den 1990er Jahren neu entstandenen evangelisch-lutherischen Gemeinde in Slawsk (Heinrichswalde), die zur Propstei Kaliningrad (Königsberg) der Evangelisch-lutherischen Kirche Europäisches Russland gehört.